# Манифест о незыблемости самодержавия
Манифе́ст о незы́блемости самодержа́вия — обозначение Высочайшего Манифеста, данного 29 апреля (11 мая) 1881 года императором всероссийским Александром III в начале своего царствования. Опубликован 30 апреля 1881 года.
По своём восшествии 1 (13) марта 1881, после убийства своего отца, Александра II, на всероссийский престол, Александр проявлял некоторое сомнение в выборе стратегического курса своего царствования, занимая видимый нейтралитет между двумя противоборствующими партиями, избрав в итоге курс, отстаивавшийся Константином Победоносцевым и графом Сергеем Строгановым.
В письме из Петербурга от 4 мая 1881 года К. П. Победоносцев, который был автором проекта текста, избранного Александром III, писал императору:

В среде здешнего чиновничества манифест встречен унынием и каким-то раздражением: не мог и я ожидать такого безумного ослепления. Зато все здравые и простые люди несказанно радуются. В Москве ликование, — вчера там читали его в соборах и было благодарственное молебствие с торжеством. Из городов приходят известия о всеобщей радости от появления манифеста. <…> Лишь бы только не замедлили теперь явственные знаки той политики, которая возвещена в манифесте. Теперь подступили люди новые, во всяком случае с прямою и честною мыслью, которые не будут говорить одно, а думать другое. Гр. Игнатьева Вы изволите знать, а Островский подлинно честный человек и с сердцем.

Известно, что благодаря речевому обороту «…а на Нас возложить Священный долг Самодержавного Правления» манифест был прозван «ананасным».